# Auerswaldiella
Auerswaldiella is een geslacht van schimmels behorend tot de familie Botryosphaeriaceae. De typesoort is Auerswaldiella puccinioides. 

## Soorten
Volgens Index Fungorum telt het geslacht negen soorten (peildatum januari 2022):
| Soortnaam                     | Auteur(s)                 | Publicatiejaar |
| ----------------------------- | ------------------------- | -------------- |
| Auerswaldiella amapaeasis     | Bat. & H. Maia            | 1966           |
| Auerswaldiella disciformis    | Chardón                   | 1939           |
| Auerswaldiella lithocarpicola | Sivan. & W.H. Hsieh       | 1989           |
| Auerswaldiella nervisequens   | Chardón ex Arx & E. Müll. | 1954           |
| Auerswaldiella novoguineensis | Otani                     | 1973           |
| Auerswaldiella ocoteae        | Bat.                      | 1954           |
| Auerswaldiella parvispora     | M.L. Farr                 | 1989           |
| Auerswaldiella puccinioides   | (Speg.) Theiss. & Syd.    | 1914           |
| Auerswaldiella winteri        | Arx & E. Müll.            | 1954           |